# Серов, Иван Александрович
Ива́н Алекса́ндрович Серо́в (12 [25] августа 1905, дер. Афимское, Кадниковский уезд, Вологодская губерния, Российская империя — 1 июля 1990, Красногорск, Московская область, РСФСР, СССР) — руководитель советских спецслужб, начальник Главного разведывательного управления Генштаба в 1958—1963 годах, первый председатель Комитета государственной безопасности при Совете Министров СССР (КГБ СССР) в 1954—1958 годах, с 1947 по 1954 годы — первый заместитель Министра внутренних дел СССР, с 1941 по 1947 годы — Заместитель Народного комиссара (министра) внутренних дел СССР, с 1939 по 1941 года — Народный комиссар внутренних дел УССР, с февраля по июль 1939 года — Начальник Главного управления Рабоче-крестьянской милиции НКВД СССР. С августа 1963 года помощник командующего войсками Приволжского военного округа по военно-учебным заведениям.
Друг и соратник Иосифа Сталина, Никиты Хрущёва, Георгия Жукова. Член ЦК КПСС (25.02.1956 — 17.10.1961, кандидат с 20.02.1941). Депутат Верховного Совета СССР 1-го, 2-го и 5-го созывов, генерал армии (8 августа 1955). Понижен в звании до генерал-полковника 7 марта 1963 года, а затем — до генерал-майора 12 апреля 1963, Герой Советского Союза (29.05.1945, лишён звания 12.03.1963).

## Биография
Родился в семье крестьянина в деревне Афимское Кадниковского уезда Вологодской губернии (сейчас это территория городского поселения города Кадникова Сокольского района Вологодской области).
Окончил начальную сельскую школу в городе Кадников. В 1923 году там же окончил школу 2-й ступени, тогда же вступил в комсомол. В мае того же года он стал членом волостного исполкома и одновременно заведующим избой-читальней Кадниковского уездного политпросвета (в то время размещавшейся в селе Покровском, теперь эта территория представляет собой восточную окраину села Замошье), а затем с сентября 1923 года по август 1925 года работал председателем Замошского сельсовета в Кадниковском уезде. В 1925 году стал кандидатом в члены РКП(б).
С 1925 года в Красной Армии, с августа 1925 года по август 1928 года курсант Ленинградской пехотной школы. В июне 1926 года вступил в ВКП(б).
С 1928 года по январь 1931 года командир артиллерийского взвода 66-го стрелкового полка, артиллерийского полка 22-й стрелковой дивизии в Северо-Кавказском военном округе. В 1931 году — слушатель Артиллерийских курсов усовершенствования командного состава (Ленинград). С сентября 1931 по март 1934 года командир топографической батареи 9-го корпусного артиллерийского полка Северо-Кавказского военного округа. С марта 1934 года по январь 1935 года — помощник начальника штаба, исполняющий обязанности начальника штаба артиллерийского полка 24-й стрелковой дивизии в Украинском военном округе.
В январе 1935 года направлен на учёбу в Военно-инженерную академию, в мае 1936 года переведён на Специальный факультет Военной академии РККА имени М. В. Фрунзе, который окончил в январе 1939 года.

### В органах внутренних дел и госбезопасности
По окончании академии, в феврале 1939 года, направлен на службу в центральные органы Наркомата внутренних дел СССР. С 9 февраля заместитель начальника, с 18 февраля 1939 года начальник Главного управления Рабоче-крестьянской милиции НКВД СССР (по 29 июля 1939). Затем переведён на работу в органы госбезопасности.
С 29 июля 1939 года начальник 2-го (секретно-политического) отдела — заместитель начальника Главного управления государственной безопасности НКВД СССР (по 02.09.39). ГУГБ возглавлял тогда Всеволод Меркулов.
Со 2 сентября 1939 года Нарком внутренних дел Украинской ССР. Принимал участие в присоединении Западной Украины к СССР в соответствии с секретным протоколом к пакту Молотова — Риббентропа; участник переговоров о сдаче города Львова польскими войсками Красной армии во время Польского похода РККА. Член ЦК КП(б) Украины, член Политбюро ЦК КП(б) Украины (17 мая 1940 — 7 мая 1941). К этому времени историк Никита Петров также относит его знакомство и сближение с будущим маршалом Жуковым, во второй половине 1940 года командовавшим Киевским особым военным округом.
С февраля по июль 1941 года первый заместитель Народного комиссара госбезопасности СССР Всеволода Меркулова.
С июля 1941 года по февраль 1947 года заместитель Народного комиссара (с марта 1946 года — министра) внутренних дел СССР.
В годы Великой Отечественной войны одновременно — начальник охраны тыла Московской зоны (октябрь 1941 — февраль 1942), член комиссии ГКО СССР по организации обороны Северного Кавказа (1942), один из основных исполнителей решения о депортации народов Северного Кавказа (1944). С августа 1941 года — член Военного Совета ВВС НКО СССР.
Один из организаторов партизанского движения в СССР, истребительных отрядов. Решением ГКО СССР от 8 октября 1941 года был назначен руководителем «пятёрки», созданной для минирования и уничтожения важных объектов Москвы в случае сдачи города. По решению И. В. Сталина должен был остаться в оккупированной Москве нелегальным резидентом НКВД.
В апреле-мае 1942 года был командирован на Крымский фронт, где принимал непосредственное участие в боевых действиях. В августе — декабре 1942 г. участвовал в обороне Кавказских перевалов, был ранен и контужен. За проявленное мужество и отвагу 13 декабря 1942 г. награждён орденом Ленина.
В годы ВОВ выполнял многие ответственные задания ГКО СССР и лично И. В. Сталина. Выезжал в блокадный Ленинград, осаждённый Сталинград. Руководил борьбой с бандподпольем на Северном Кавказе, в Калмыкии, в Белоруссии.
В августе 1943 года организовывал единственную поездку И. В. Сталина на фронт, в ходе которой три дня находился вместе с ним.
На 1-м Белорусском фронте: уполномоченный НКВД СССР по 1-му Белорусскому фронту (сентябрь 1944 — июль 1945) и начальник охраны тыла 1-го Белорусского фронта (1944 — май 1945), заместитель командующего войсками 1-го Белорусского фронта по делам гражданской администрации (май — июнь 1945).
По предложению Л. Берии 7 марта 1945 года Серов был назначен советником НКВД СССР при Министерстве общественной безопасности (МОБ) Польши (по 27 апреля 1945 г.).
Непосредственный участник взятия Берлина. Участник церемонии подписания капитуляции Германии 8 мая 1945 г. «За героическое и мужественное руководство наступательными операциями при взятии г. Берлина» 29 мая 1945 года удостоен звания Героя Советского Союза.
С июня 1945 года на ответственных постах на территории Германии — заместитель Главноначальствующего Советской военной администрации Германии по делам гражданской администрации и уполномоченный НКВД СССР по Группе советских оккупационных войск в Германии.
С февраля 1947 года по март 1954 года — первый заместитель Министра внутренних дел СССР. В марте — июне 1952 года руководил строительством Волго-Донского канала. За умелое руководство и сдачу канала в срок 19 сентября 1952 года награждён орденом Ленина.
6 марта 1953 года был назначен руководителем штаба по обеспечению порядка в Москве в связи с похоронами И. В. Сталина.
11 марта 1953 года после создания объединённого МВД СССР под руководством Л. П. Берии был переназначен первым заместителем министра.
Один из немногих руководителей МВД СССР, привлечённый к операции по свержению Л. П. Берии. Согласно воспоминаниям Г. К. Жукова, при аресте Л. П. Берии в июне 1953 года Серову было поручено арестовать его личную охрану.
С марта 1954 года — первый Председатель Комитета государственной безопасности при Совете Министров СССР, один из наиболее близких соратников Н. С. Хрущёва. Об отношениях Серова и Хрущёва сын последнего Сергей Хрущёв писал:

Они познакомились до войны… Отцу Серов нравился… Вёл себя, насколько это было возможно в тех условиях, по отношению к отцу корректно, не «ябедничал» на него поминутно в Москву, а это дорогого стоило… Потом война надолго развела отца с Серовым… После войны он на Украину не вернулся… Вновь они повстречались с отцом только в 1950 году в Москве, и шапочно. Серов, первый заместитель министра внутренних дел, по делам службы с отцом не пересекался. Отношения восстановились, точнее, заново возникли, только после ареста Берии. Отец посчитал, что ему можно довериться, и не ошибся.

Был одним из инициаторов массовых реабилитаций жертв сталинских репрессий. 19 марта 1954 года наряду с Генеральным прокурором, министрами внутренних дел и юстиции СССР направил в Президиум ЦК КПСС докладную записку о массовом пересмотре дел осуждённых за «контрреволюционные преступления».
Сыграл важную роль в удержании власти Н. С. Хрущёвым на июньском и октябрьском 1957 года Пленумах ЦК КПСС. В октябре-ноябре 1956 года находился в Венгрии, один из ведущих руководителей подавления Венгерского восстания, руководил арестами участников восстания Венгрии, а позднее — созданием новых органов безопасности.

### Во главе ГРУ и после
С 10 декабря 1958 года — начальник Главного разведывательного управления — заместитель начальника Генерального штаба Вооружённых сил СССР, назначен в связи с необходимостью «…укрепления руководства ГРУ», с «сохранением за ним материального содержания, получаемого по прежней работе». Не был избран делегатом на открывшийся в октябре 1961 г. XXII съезд КПСС.
2 февраля 1963 года снят с должности начальника ГРУ Генштаба в связи с «потерей бдительности» (был разоблачён агент американской и британской разведок, полковник ГРУ Олег Пеньковский).

Серова сняли не только из-за разоблачения агента английской разведки Пеньковского. За Серовым были и другие «прошлые дела», которые могли подорвать авторитет Хрущёва. Он занимался переселением народов, ведал тюрьмами, оперативной работы не знал и не занимался ею. На должность начальника ГРУ его назначил Хрущёв. Никита Сергеевич доверял Серову. Все указания Хрущёва Серов безоговорочно выполнял. Провал с Пеньковским был ударом не только по Главному разведывательному управлению, но и по престижу Хрущёва. Поэтому он и отправил Серова подальше от Москвы в Туркестанский военный округ.
                                (генерал Ивашутин)

В феврале 1963 года назначен помощником командующего войсками Туркестанского военного округа по военно-учебным заведениям.
7 марта 1963 года разжалован в генерал-майоры, а 12 марта лишён звания Героя Советского Союза «за притупление политической бдительности».
В августе 1963 года назначен помощником командующего войсками Приволжского военного округа по военно-учебным заведениям.

Я… никогда не думал, что после 42 лет службы партии и Родине одна допущенная ошибка на чаше весов перетянет весь труд моей жизни. Не думал также, что мне придётся доказывать, что я не уклонялся в годы Отечественной войны от выполнения священного долга защиты моей Родины, что я не случайный человек в партии и в армии, что я отдаю все силы и здоровье на благо строительства нашего коммунистического общества.
— Серов в своём заявлении в Президиум ЦК КПСС 19 ноября 1964 г.
В апреле 1965 года исключён из КПСС за «нарушения социалистической законности и использование служебного положения в личных целях», уволен в отставку.

### Последние годы
Серов долго и безуспешно добивался реабилитации в глазах общественности, восстановления в КПСС, возвращения ему звания генерала армии и Героя Советского Союза. Эти вопросы так и не были рассмотрены в советских инстанциях.
Умер 1 июля 1990 года в Центральном военном клиническом госпитале им. А. А. Вишневского (Красногорск). Похоронен на кладбище села Ильинское Красногорского района Московской области.

### Мемуары
Дневники Серов тайно вёл ещё с 1939 года, когда впервые появился на Лубянке. После отставки генерал продолжал писать и завершил мемуары, которые были спрятаны автором на его даче в подмосковном Архангельском. О том, что Серов пишет воспоминания, в 1971 году свидетельствовал и тогдашний председатель КГБ Юрий Андропов; с учётом специфики деятельности Серова о публикации его дневников тогда в СССР речи быть не могло. В мемуарах Серова глазами участника и свидетеля описаны тайны исторических событий сталинской эпохи, в частности депортации репрессированных народов, ликвидации иностранных граждан в застенках НКВД, судьбы Рауля Валленберга, операций советской внешней разведки и другие.
В 2012 году при сносе стены в гараже на даче Серова в Красногорском районе Подмосковья его внучкой Верой Владимировной Серовой, по её версии, были обнаружены два замурованных чемодана с генеральскими машинописными материалами и рукописями. Утверждалось, что это и есть таинственно исчезнувшие мемуары Серова, выдержки из которых ещё в начале 2000-х годов цитировал его зять, писатель Эдуард Хруцкий, а вслед за ним публиковал американский историк Вадим Бирштейн. Оригиналы внезапно найденных рукописей Серова после их обнаружения никому из независимых исследователей не показывались, государственную экспертизу бумаги не проходили, что породило сомнения в их подлинности. Доступа к оригиналам документов Серова для учёных и экспертов в настоящее время не предусмотрено, нынешнее местонахождение подлинников, являющихся собственностью наследников Серова, засекречено. Редактирование отсканированного и систематизированного неясно кем текста объёмом около 100 печатных листов, снабдив его собственными комментариями, осуществил журналист и депутат Госдумы Александр Хинштейн.
В 2016 году дневники Серова изданы Российским военно-историческим обществом отдельной 700-страничной книгой под детективным названием «Записки из чемодана». В книгу вошло около трети объёма воспоминаний Серова, при этом базовые правила научной публикации, по экспертным оценкам, соблюдены не были. О подлинности воспоминаний Серова в 2016 году развернулся судебный спор между Хинштейном и Верой Серовой — с одной стороны, и радиостанцией «Эхо Москвы», считающей находку фальсификатом, — с другой. Сомнения вызвал «сюжет чудесного обнаружения документов (дача, штукатурка, чемоданы)», ряд текстов в книге Хинштейна, по мнению историков спецслужб, имеют явных литературных предшественников, недостоверными и противоречащими прижизненным рассказам Серова сочтены фрагменты о боевом пловце Крэббе и шпионе Пеньковском. Экспертами утверждалось также, что даже если первоисточник генерала и подлинный, то публикация его тщательно отцензурирована и снабжена беллетризованным патриотическим комментарием, — а это делает актуальным вопрос о новой, действительно научной публикации мемуаров Серова. В декабре 2016 года Пресненский районный суд пришёл к выводу, что историк Борис Соколов в программе «Эха Москвы» «Дилетанты» не делал порочащие честь и достоинство генерала заявления. Хинштейн подал апелляционную жалобу в Московский городской суд, которая также была отклонена.

## Семья
- Супруга  — Вера Ивановна Серова (урождённая Абрамова) (1913—2005)[31].
  - Сын — Владимир, офицер спецслужб, служил в ГРУ[20].
    - Внук — Иван Серов.
    - Внучка — Вера Серова.

  - Дочь — Светлана, на ней третьим браком был женат Эдуард Хруцкий[25].

## Отзывы современников
Из показаний Амаяка Кобулова по версии Радио «Свобода»:
В 1942 г. на обследование НКВД Узбекистана прибыл заместитель наркома внутренних дел СССР Серов. Мы поехали с ним в Бухару. Он в присутствии сотрудников избил до крови арестованного узбека, хотя в этом никакой надобности не было.

## Награды[33]
- Герой Советского Союза — (Указ Президиума Верховного Совета СССР от 29 мая 1945 года (по ходатайству маршала Г. К. Жукова[1], лишён 12.03.1963)
- Шесть орденов Ленина (26.04.1940, 13.12.1942, 29.05.1945 (лишён 12.03.1963), 30.01.1951, 19.09.1952, 25.08.1955)
- Пять орденов Красного Знамени — 20.09.1943, 7.07.1944, 3.11.1944, 5.11.1954, 31.12.1955
- Орден Суворова I степени (8.03.1944 награждён «за депортацию чеченцев и ингушей», Указ о награждении отменён 6.04.1962[34])
- Два ордена Кутузова I степени (24.04.1945, 18.12.1956)
- Орден Отечественной войны I степени (11.03.1985)
- Юбилейная медаль «XX лет Рабоче-Крестьянской Красной Армии» (22.02.1938)
- Медаль «Партизану Отечественной войны» I степени (9.07.1943)
- Медаль «За оборону Сталинграда» (1.07.1943)
- Медаль «За оборону Москвы» (4.07.1944)
- Медаль «За оборону Кавказа» (10.08.1944)
- Медаль «За взятие Берлина» (27.10.1945)
- Медаль «За освобождение Варшавы» (1946)
- Юбилейные медали СССР
- Орден «Virtuti Militari» IV класса (Польша, 24.04.1946), лишён ордена в 1995 году
- Орден «Крест Грюнвальда» II степени (ПНР, 11.11.1955)
- Орден «За заслуги перед Отечеством» в золоте (ГДР, 8.05.1959)
- Медаль «За Варшаву 1939—1945» (27.12.1955)
- Медаль «За Одру, Нису и Балтику» (27.12.1955)
- Заслуженный работник НКВД (1940)

## Специальные и воинские звания
- Майор (1936)
- Майор государственной безопасности (15.02.1939)
- Старший майор государственной безопасности (30.04.1939)
- Комиссар государственной безопасности 3-го ранга (4.09.1939)
- Комиссар государственной безопасности 2-го ранга (4.02.1943)
- Генерал-полковник (9.07.1945, переаттестация с комиссара ГБ 2-го ранга)
- Генерал армии (8.08.1955)
- Генерал-майор (7.03.1963)[35]

## В кинематографе
В телесериале «Жуков» (2012) роль генерала Серова исполнил Олег Масленников-Войтов.